# モーン
モーン（Morn）は、SFテレビドラマ『スタートレック:ディープ・スペース・ナイン』に登場する異星人（演：マーク・アラン・シェパード、声：無し）。

## 人物
DS9で貿易商を営んでいるルリアン人(Lurian)の男性で、当作品のマスコットキャラクター的存在。クワークのバーの常連客で、暇さえあればバーで酒を呑んでおり、彼の不在は客足にも影響するほどである。
愚鈍そうな外見に似合わず、おしゃべり好きで、うっかり彼に話しかけてしまうと、長くてつまらない話を聞かされてしまう（彼が言葉を発しているシーンは劇中に一切登場しない、つまり彼はエキストラである。ただし初期のエピソードでは笑い声を発している）。そのせいか、ルイス・ジマーマンからのインタビューに答えようとして「あなたは結構です」と断られたこともある。
また、非常に温厚で、いろいろ頼みを聞いてくれる親切な性格であり、ドミニオン戦争においても、ワームホール手前に敷設された機雷が撤去される寸前であることを伝えるメッセージをジェイク・シスコから託され、DS9を奪還する作戦を成功させるきっかけを作る。
意外にも女性にもてるようで、かつてジャッジアも彼に惚れていたほどである。さらにウォーフのスパーリング相手をこなすなど、体術もかなりの腕前のようである。
クワークが金儲けの秘訣第286条として「モーンが帰れば全てが終わる」という条文を自作している。

## ルリアン人について
首が無い外見が特徴の種族で大食漢で知られている。複数の心臓と2つの胃があるため、他の人種よりはるかにダメージや毒への耐性が強く、必要であれば2つ目の胃で液体を何年も置いておくことができる。葬式には食べ物や飲み物を持ってくるのが習わしである。また、ルリアン人は多産で、モーンには十数人の兄弟がいる。惑星ルーリアに住み君主制により統治されている。
- ルリアン人 - Memory Alpha (スタートレック ウィキ)